# اتوکسریدین
اتوکسریدین (انگلیسی: Etoxeridine)نوعی مشتق ۴-فنیل‌پیپریدینی است که ابتدا برای استفاده در بیهوشی تولید شد، اما هیچ گاه به تولید تجاری نرسیده و کاربردی در پزشکی نیافت.